# Parti Socialiste Démocratique
De Parti Socialiste Démocratique PSD, Nederlands: Democratische Socialistische Partij, was een politieke  partij in Frankrijk, die in 1945 door leden werd opgericht, die vanwege (vermeende) collaboratie uit de socialistische partij Section Française de l'Internationale Ouvrière waren gestoten. Het was een sociaaldemocratische partij.

## Geschiedenis
De Parti Socialiste Démocratique werd op 24 augustus 1945 door Paul Faure (1878-1960) opgericht, voormalig secretaris-generaal van de SFIO SFIO (1920-1940) en lid van de Conseil Nationale van het regime in Vichy. Vanwege zijn samenwerking met de autoriteiten in Vichy werd hij in 1945 als lid van de SFIO geroyeerd. De medeoprichters van de PSD, waaronder René Belin, Robert Jospin en Louis-François Dubosc waren eveneens als leden van de SFIO geroyeerd wegens collaboratie met de Duitsers of met Vichy. Faure en veel anderen behoorden voor de Tweede Wereldoorlog tot de pacifistische vleugel van de SFIO en steunden, tot onvrede van de meer militante en marxistische vleugel, de appeasementpolitiek van de Franse regering en waren tijdens de Spaanse Burgeroorlog (1936-1939) sterk tegen Franse inmenging gekant ten gunste van de republikeinen. Zij stemden op 10 juli 1940 vóór het verlenen van volmachten aan maarschalk Philippe Pétain.
De Parti Socialiste Démocratique presenteerde zich als een anticommunistisch alternatief voor de SFIO, maar betoonde zich voorstander van samenwerking met andere partijen. DE PSD werd op 16 oktober 1946 een onderdeel van het Rassemblement des Gauches Républicaines RGR, een samenwerkingsverband van kleinere centrum- en centrumrechtse partijen. Louis-François Dubosc, secretaris-generaal van de PSD in het departement Seine, werd tot vicevoorzitter van de RGR gekozen. Veel leden van de Parti Socialiste Démocratique konden vanwege hun besmette verleden nog niet worden gekozen, totdat de meesten van hun in augustus 1953 amnestie kregen. Het enige parlementslid dat voor de PSD/RGR in het parlement werd gekozen was Julien Satonnet, voor de Saône-et-Loire. Hij zat van 1946 tot 1948 in het Conseil de la République, sinds de Vierde Republiek de Senaat.
De Parti Socialiste Démocratique was een kleine partij: eind 1950 telde de partij 6.700 leden en dit aantal bleef tot 1952 stabiel. Als partij was de PSD dan ook niet erg invloedrijk. In het departement Seine vond men de meeste aanhangers. De partij was in dat departement ook vertegenwoordigd in diverse gemeenteraden. Veel belangrijker was het aandeel van de PSD in de vakbeweging. PSD-leden waren in 1947 betrokken bij de oprichting van de sociaaldemocratische vakbond Force Ouvrière en waren actief binnen onafhankelijke vakbonden als het Comité Général des Syndicats Indépendants en de Confédération du Traval Indépendante. De reden dat zoveel PSD'ers binnen de vakbeweging actief waren ligt waarschijnlijk aan de syndicalistische achtergrond van een aantal van haar voormannen als René Belin.
De Parti Socialiste Démocratique werd na 1953 veel kleiner en veel van haar leiders waren al oud of waren overleden. Veel leden traden in 1954 weer tot de SFIO toe, mede als gevolg van de amnestie van 1953. De partij verdween langzaam van het toneel.

## Prominente leden, daarvoor van de SFIO
- René Belin (1898-1977), vakbondsman van de CGT, belangrijkste opsteller van het Charte du Travail en minister van Arbeid (1940-1942) in het regime in Vichy
- Louis-François Dubosc (1901-1991), afgevaardigde voor de SFIO (1936-1940), secretaris-generaal van de PSD in het departement Seine en vicevoorzitter van de Rassemblement des Gauches Républicaines (1946-1951), secretaris-generaal van het Centre Républicain
- Paul Faure (1878-1980), voorzitter, secretaris-generaal van de SFIO (1920-1940)
- André Février (1885-1961), secretaris-generaal van de vakbond voor de Franse PTT, afgevaardigde voor de SFIO (1924-1940)
- Ds. Robert Jospin (1899-1990), lid van de SFIO, de PSD en nog van de Parti socialiste démocrate
- Georges Nouvelle (1887-1966), afgevaardigde voor de SFIO (1924-1940)
- Julien Satonnet (1889-1954), lid van het Conseil de la République (1946-1948), burgemeester van Chalon-sur-Saône (1946-1952/1954)
- Louis Sellier (1885-1978), secretaris-generaal van de Parti d'Unité Prolétarienne (1930-1937), afgevaardigde (1932-1940 PUP, SFIO)

## Voetnoten
1. ↑  vader van premier Lionel Jospin